# Wereldkampioenschappen schoonspringen 2022 – driemeterplank mannen
Het schoonspringen vanaf de driemeterplank voor mannen tijdens de wereldkampioenschappen schoonspringen 2022 vond plaats op 27 en 28 juni 2022 in de Donau-arena in Boedapest.

## Uitslag
Groen geeft de finalisten weer.
Blauw geeft de halvefinalisten weer.
| Rang   | Naam                    | Land                   | Voorronde | Voorronde | Halve finale  | Halve finale  | Finale         | Finale         |
| Rang   | Naam                    | Land                   | Punten    | Rang      | Punten        | Rang          | Punten         | Rang           |
| ------ | ----------------------- | ---------------------- | --------- | --------- | ------------- | ------------- | -------------- | -------------- |
| Goud   | Wang Zongyuan           | China                  | 492,00    | 1         | 547,95        | 1             | 561,95         | 1              |
| Zilver | Cao Yuan                | China                  | 418,55    | 3         | 482,50        | 2             | 492,85         | 2              |
| Brons  | Jack Laugher            | Verenigd Koninkrijk    | 457,80    | 2         | 469,65        | 3             | 473,30         | 3              |
| 4      | Luis Uribe              | Colombia               | 402,55    | 4         | 411,70        | 4             | 457,15         | 4              |
| 5      | Alexis Jandard          | Frankrijk              | 401,60    | 6         | 394,40        | 8             | 427,50         | 5              |
| 6      | Sho Sakai               | Japan                  | 401,95    | 5         | 360,95        | 12            | 424,00         | 6              |
| 7      | Jules Bouyer            | Frankrijk              | 384,75    | 12        | 406,90        | 6             | 421,70         | 7              |
| 8      | Guillaume Dutoit        | Zwitserland            | 370,55    | 15        | 361,20        | 11            | 394,10         | 8              |
| 9      | Jordan Houlden          | Verenigd Koninkrijk    | 385,35    | 11        | 397,15        | 7             | 390,60         | 9              |
| 10     | Rafael Fogaça           | Brazilië               | 397,30    | 7         | 383,35        | 10            | 365,40         | 10             |
| 11     | Alberto Arévalo         | Spanje                 | 378,40    | 13        | 356,95        | 13            | 360,50         | 11             |
| 12     | Haruki Suyama           | Japan                  | 364,45    | 18        | 392,75        | 9             | 344,90         | 12             |
| 13     | Moritz Wesemann         | Duitsland              | 390,35    | 9         | 408,15        | 5             | Teruggetrokken | Teruggetrokken |
| 14     | Lorenzo Marsaglia       | Italië                 | 369,10    | 16        | 355,50        | 14            | Uitgeschakeld  | Uitgeschakeld  |
| 15     | Yona Knight-Wisdom      | Jamaica                | 391,65    | 8         | 354,65        | 15            | Uitgeschakeld  | Uitgeschakeld  |
| 16     | Reinerio Escalona       | Cuba                   | 366,70    | 17        | 327,05        | 16            | Uitgeschakeld  | Uitgeschakeld  |
| 17     | Alex Hart               | Oostenrijk             | 371,90    | 14        | 325,40        | 17            | Uitgeschakeld  | Uitgeschakeld  |
| 18     | Sebastián Morales       | Colombia               | 389,30    | 10        | 315,30        | 18            | Uitgeschakeld  | Uitgeschakeld  |
| 19     | Jonathan Suckow         | Zwitserland            | 364,40    | 19        | Uitgeschakeld | Uitgeschakeld | Uitgeschakeld  | Uitgeschakeld  |
| 20     | Tyler Downs             | Verenigde Staten       | 362,55    | 20        | Uitgeschakeld | Uitgeschakeld | Uitgeschakeld  | Uitgeschakeld  |
| 21     | Nicolás García          | Spanje                 | 360,35    | 21        | Uitgeschakeld | Uitgeschakeld | Uitgeschakeld  | Uitgeschakeld  |
| 22     | Bryden Hattie           | Canada                 | 360,00    | 22        | Uitgeschakeld | Uitgeschakeld | Uitgeschakeld  | Uitgeschakeld  |
| 23     | Emmanuel Vázquez        | Puerto Rico            | 358,60    | 23        | Uitgeschakeld | Uitgeschakeld | Uitgeschakeld  | Uitgeschakeld  |
| 24     | Jonathan Ruvalcaba      | Dominicaanse Republiek | 358,45    | 24        | Uitgeschakeld | Uitgeschakeld | Uitgeschakeld  | Uitgeschakeld  |
| 25     | Lou Massenberg          | Duitsland              | 353,80    | 25        | Uitgeschakeld | Uitgeschakeld | Uitgeschakeld  | Uitgeschakeld  |
| 26     | Frandiel Gómez          | Dominicaanse Republiek | 351,75    | 26        | Uitgeschakeld | Uitgeschakeld | Uitgeschakeld  | Uitgeschakeld  |
| 27     | Yolotl Martínez         | Mexico                 | 350,15    | 27        | Uitgeschakeld | Uitgeschakeld | Uitgeschakeld  | Uitgeschakeld  |
| 28     | Samuel Fricker          | Australië              | 347,30    | =28       | Uitgeschakeld | Uitgeschakeld | Uitgeschakeld  | Uitgeschakeld  |
| 29     | Yi Jaeg-yeong           | Zuid-Korea             | 347,30    | =28       | Uitgeschakeld | Uitgeschakeld | Uitgeschakeld  | Uitgeschakeld  |
| 30     | Donato Neglia           | Chili                  | 347,15    | 30        | Uitgeschakeld | Uitgeschakeld | Uitgeschakeld  | Uitgeschakeld  |
| 31     | Carson Tyler            | Verenigde Staten       | 346,75    | 31        | Uitgeschakeld | Uitgeschakeld | Uitgeschakeld  | Uitgeschakeld  |
| 32     | Li Shixin               | Australië              | 344,90    | 32        | Uitgeschakeld | Uitgeschakeld | Uitgeschakeld  | Uitgeschakeld  |
| 33     | Chawanwat Juntaphadawon | Thailand               | 333,70    | 33        | Uitgeschakeld | Uitgeschakeld | Uitgeschakeld  | Uitgeschakeld  |
| 34     | Mohab Ishak             | Egypte                 | 329,25    | 34        | Uitgeschakeld | Uitgeschakeld | Uitgeschakeld  | Uitgeschakeld  |
| 35     | Muhammad Syafiq Puteh   | Maleisië               | 327,35    | 35        | Uitgeschakeld | Uitgeschakeld | Uitgeschakeld  | Uitgeschakeld  |
| 36     | Giovanni Tocci          | Italië                 | 327,00    | 36        | Uitgeschakeld | Uitgeschakeld | Uitgeschakeld  | Uitgeschakeld  |
| 37     | Athanasios Tsirikos     | Griekenland            | 322,85    | 37        | Uitgeschakeld | Uitgeschakeld | Uitgeschakeld  | Uitgeschakeld  |
| 38     | Andrzej Rzeszutek       | Polen                  | 315,35    | 38        | Uitgeschakeld | Uitgeschakeld | Uitgeschakeld  | Uitgeschakeld  |
| 39     | Theofilos Afthinos      | Griekenland            | 312,20    | 39        | Uitgeschakeld | Uitgeschakeld | Uitgeschakeld  | Uitgeschakeld  |
| 40     | Diego Carquin           | Chili                  | 312,15    | 40        | Uitgeschakeld | Uitgeschakeld | Uitgeschakeld  | Uitgeschakeld  |
| 41     | Sandro Melikidze        | Georgië                | 302,05    | 41        | Uitgeschakeld | Uitgeschakeld | Uitgeschakeld  | Uitgeschakeld  |
| 42     | Liam Stone              | Nieuw-Zeeland          | 296,60    | 42        | Uitgeschakeld | Uitgeschakeld | Uitgeschakeld  | Uitgeschakeld  |
| 43     | Tornike Onikashvili     | Georgië                | 284,25    | 43        | Uitgeschakeld | Uitgeschakeld | Uitgeschakeld  | Uitgeschakeld  |
| 44     | Jesús González          | Venezuela              | 283,90    | 44        | Uitgeschakeld | Uitgeschakeld | Uitgeschakeld  | Uitgeschakeld  |
| 45     | Johan Morell            | Cuba                   | 281,30    | 45        | Uitgeschakeld | Uitgeschakeld | Uitgeschakeld  | Uitgeschakeld  |
| 46     | Frazer Tavener          | Nieuw-Zeeland          | 276,10    | 46        | Uitgeschakeld | Uitgeschakeld | Uitgeschakeld  | Uitgeschakeld  |
| 47     | Dariush Lotfi           | Oostenrijk             | 274,20    | 47        | Uitgeschakeld | Uitgeschakeld | Uitgeschakeld  | Uitgeschakeld  |
| 48     | Abdulrahman Abbas       | Koeweit                | 269,05    | 48        | Uitgeschakeld | Uitgeschakeld | Uitgeschakeld  | Uitgeschakeld  |
| 49     | Kevin Muñoz             | Mexico                 | 265,95    | 49        | Uitgeschakeld | Uitgeschakeld | Uitgeschakeld  | Uitgeschakeld  |
| 50     | Danylo Konovalov        | Oekraïne               | 260,65    | 50        | Uitgeschakeld | Uitgeschakeld | Uitgeschakeld  | Uitgeschakeld  |
| 51     | Chew Yiwei              | Maleisië               | 255,65    | 51        | Uitgeschakeld | Uitgeschakeld | Uitgeschakeld  | Uitgeschakeld  |
| 52     | David Ekdahl            | Zweden                 | 250,10    | 52        | Uitgeschakeld | Uitgeschakeld | Uitgeschakeld  | Uitgeschakeld  |
| 53     | Mostafa Reyad           | Egypte                 | 238,70    | 53        | Uitgeschakeld | Uitgeschakeld | Uitgeschakeld  | Uitgeschakeld  |
| 54     | Rafael Borges           | Brazilië               | 236,30    | 54        | Uitgeschakeld | Uitgeschakeld | Uitgeschakeld  | Uitgeschakeld  |
| 55     | Kamronbek Khodjimov     | Oezbekistan            | 106,65    | 55        | Uitgeschakeld | Uitgeschakeld | Uitgeschakeld  | Uitgeschakeld  |